# ¡Venganza cincuentona!
¡Venganza cincuentona! es una historieta del autor de cómics español Francisco Ibáñez, perteneciente a su serie Mortadelo y Filemón y publicada originariamente en 2008.

## Trayectoria editorial
Publicada en 2008 en formato álbum como número 121 de Magos del Humor y más tarde como n.º 180 de la Colección Olé.

## Sinopsis
Después de unos largos 50 años, los viejos enemigos vencidos por Mortadelo y Filemón se han unido y rebelado contra ellos.
Han fundado la AVIMOFI (Asociación de víctimas de Mortadelo y Filemón) a fin de perpetrar una venganza contra los agentes, uniendo todos sus fuerzas.
Se dice, según el Súper, que el general Antofagasto Panocho (El tirano) es quien ha reunido a los demás malhechores para articular la venganza, actuando como cerebro de la operación. Del mismo modo, se explica que quien murió en su anterior encuentro fue un doble, y no el verdadero Antofagasto.
En la búsqueda de enemigos por la sede de la T.I.A. nuestros agentes deberán enfrentarse de nuevo con sus antiguos y fieros rivales, tratando de evitar ser aniquilados y, al mismo tiempo, proteger a todo el personal de la T.I.A. de la mayor crisis que Mortadelo y Filemón hayan atravesado hasta la fecha.
Mortadelo y Filemón se topan de nuevo con:
- Antofagasto Panocho, "El Tirano" (El tirano)
- El "Rana" (Objetivo eliminar al "Rana")
- Magín el Mago (Magín el mago)
- "El Bacilón" (El bacilón)
- Chapeau "El Esmirriau" (Chapeau el "esmirriau")
- Billy "El Horrendo" (Billy el "horrendo")
- Mac "El Antropoide" (La rehabilitación esa)
- El Doctor Bíchez (El espeluznante doctor Bíchez)
- El Doctor Catástrofez y Becerrosky (¡Desastre!)
- "El Rabadillo" y Tiranosaurio (Dinosaurios)
- Freddyrico Krugidoff (¡Pesadilla...!)
- Profesor Von Iatum e Invasores (Los invasores)
- El Gang del Chicharrón (Contra el "gang" del chicharrón)
- La Banda de Lucrecio Borgio (El caso del bacalao)
- Ten-Go-Pis y secuaces (El premio No-vel)

También hay una referencia a la aventura El antídoto, ya que en un momento dado Mortadelo quemó unos "Hierbajus Apestosus Repelentus", hasta entonces exclusivos de dicha historia.

## Comentarios
El álbum se publicó con motivo del 50.º aniversario de las historietas de los personajes. A Ibáñez nunca le ha gustado introducir elementos de continuidad en sus historietas, lo que explica que haya tantos errores en el álbum como enemigos que previamente habían muerto y que reaparecen en la historieta sin ninguna explicación.